# 汤姆森效应
汤姆森效应（英語：Thomson effect）：将一根导线通恒定电流，由于导线有电阻而发热。再将这根带电的导线的某小局部加热；使它产生温度梯度。这根导线就在原有发热的基础上，出现吸热或放热的现象。
一個金屬(或半導體)材料的帕爾帖係數並不是一個定值，也會隨著溫度而改變。在一個具有溫度梯度的導體中，每個位置都可以視為是具有不同帕爾帖係數的材料。當電流通過時，不同的位置會各自產生帕爾帖效應，造成局部的吸熱或放熱。由於金屬的熱導率較高，這些局部的吸收或放出的热能會分散至整個導體，因而造成導體整體的吸熱或放熱。
吸热或放热要由恒定电流的方向和导线热梯度的方向而决定。这种现象称为汤姆森效应。汤姆森效应不在开始时均匀温度的通电流导体中出现。汤姆森效应是英国物理学家威廉·汤姆森于1854年发现的。